# Pangarengan (Legonkulon)
Pangarengan is een bestuurslaag in het regentschap Subang van de provincie West-Java, Indonesië. Pangarengan telt 3537 inwoners (volkstelling 2010).